# 和歌山県道186号日高港線
和歌山県道186号日高港線（わかやまけんどう186ごう ひだかこうせん）は、和歌山県日高郡美浜町から御坊市に至る一般県道である。

## 概要
日高港（日高郡美浜町大字浜ノ瀬）から御坊市薗に至る。

### 路線データ
- 起点：和歌山県日高郡美浜町大字浜ノ瀬（日高港前）
- 終点：和歌山県御坊市薗（和歌山県道176号井関御坊線交点）
- 実延長：1.257 km

## 歴史
本路線は、道路法（昭和27年法律第180号）第7条の規定に基づき、一般県道として1959年（昭和34年）に和歌山県が第1次認定した路線のひとつである。

### 年表
- 1959年（昭和34年）5月14日 - 和歌山県が一般県道として日高港線を認定[1]。

## 路線状況

### 道路施設

#### 橋梁
- 西川大橋（西川、日高郡美浜町）
- 西川小橋（下川、日高郡美浜町 - 御坊市）

## 地理

### 通過する自治体
- 和歌山県
  - 日高郡美浜町 - 御坊市

### 交差する道路
| 交差する道路              | 交差する場所 | 交差する場所        |
| ------------------------- | ------------ | ------------------- |
| 国道42号                  | 名屋町3丁目  | 名屋町3丁目北交差点 |
| 和歌山県道176号井関御坊線 | 薗           | 終点                |

### 沿線
- 日高港